# Tachina angusta
Tachina angusta là một loài ruồi trong họ Tachinidae.